# Hamid Ismail
Hamid Ismail Hasan Khalifa (arabisch حامد إسماعيل حسن خليفة, DMG Ḥāmid Ismāʿīl Ḥasan Ḫalīfa; * 12. September 1987 in Doha) ist ein katarischer Fußballspieler. Er spielt auf der Position des Verteidigers.

## Spielerkarriere
Er startete seine professionelle Laufbahn 2006 in seiner Heimatstadt bei al-Arabi, bei dem er die nächsten drei Saisons in der Qatar Stars League auflief und über weite Strecken im Abstiegskampf verwickelt war, der erfolgreich gemeistert wurde. 2009 wechselte er zu Al-Rayyan Sport-Club, wo er in seiner ersten Saison auf 19 Spiele und drei Tore kam. In der Saison 2010/11 spielt er mit Afonso Alves, Marcelo Bordon und Amara Diané in der Mannschaft.
Sein erstes Länderspiel für die katarische Fußballnationalmannschaft absolvierte er 2008.